# Zeměpisná umístění v Řadě nešťastných příhod
V řadě dětských knih Řada nešťastných příhod od Lemonyho Snicketa jsou různá vymyšlená zeměpisná místa, kde se příběhy odehrávaly. 

## Vnitrozemí
Vnitrozemí je vymyšlená oblast, obrovské neobydlené území, jež se objevuje v knihách Zákeřná nemocnice a Masožravý lunapark. Tato oblast je známá svými velkolepými inkoustově modrými západy slunce. Sourozenci Baudelairovi si vzpomněli, že si vždycky přáli Vnitrozemí vidět. Jejich rodiče jim dokonce slíbili, že se sem s nimi vypraví na výlet.
 
Ve Vnitrozemí se nachází Lunapark Caligari, což je jediné zajímavé místo v této oblasti. U  Lunaparku Caligari končí Zřídkavá cesta.

## Nedílné pohoří
Nedílné pohoří je vymyšlené horské pásmo objevující se v knize Ledová stěna. Poprvé se o něm zmínil Jerome Squalor v knize Nouzový výtah, když sourozencům Baudelairovým vyprávěl o svém výletě s jejich matkou na Obtížnou horu, která je nejvyšším vrcholem tohoto horského pásma. Právě na tuto horu každoročně vystupovali Sněžní pátrači, aby zde konali oslavy falešného jara.

Vysoko v Nedílném pohoří bylo umístěno ústředí D. P., což bylo předposlední bezpečné místo členů této záhadné organizace. Další, poslední, bezpečné místo představoval Hotel Rozuzlení. Poté, co Muž s vousy ale bez vlasů a Žena s vlasy ale bez vousů ústředí D. P. vypálili, byla záhadná cukřenka vyhozena z okna do Posedlé říčky. Tak se dostala z Nedílného pohoří do moře.
Horské pásmo je domovem pro sněžné muchničky, lvy a posedlé pstruhy, kteří žijí v Posedlé říčce. 
Po horském pásmu se velmi obtížně leze, neboť je tvořeno strmými svahy a jakýmisi náhorními plošinami, jež jsou navzájem poskládány tak, že jakoby tvoří  jakési schodiště. Pohoří je velmi chladné, zvláště v průběhu zimy a falešného jara. Počasí s častými vichřicemi a sněhovými bouřemi brání při šplhání po strmých srázech. Mezi Sněžnými pátrači vedenými Brucem se skrývá třetí z Quagmireových trojčat Quigley. Nachází se mezi nimi také děsná Carmelita Spatsová.

## Gorgonská sluj
Gorgonská sluj je vymyšlená podmořská jeskyně v knize Ponurá sluj. Sluj se nachází pod Anwhistleovou základnou, která je s podmořskou jeskyní spojena svislými chodbami. 
Jméno gorgonská má zřejmou souvislost se strašlivými stvořeními z řecké mytologie Gorgonami. Zásluhu na tom dozajista má přítomnosti smrtelně jedovaté houby medúzovitého mycelia v jeskyni. Medúsa byla dcera řeckého mořského boha.
Sourozenci Baudelairovi doprovázeni Fionou navštíví sluj, protože věří, že by se v ní mohla nacházet ona záhadná cukřenka, kterou sem mohl zanést podmořský proud. Cukřenku sice nenajdou, místo ní však objeví jiné věci, jež mořský proud do Gorgonské sluje zanesl a které se jim později stanou užitečné. Při návštěvě sluje se Sunny Baudelairová infikovala spory jedovatého Medúzovitého mycelia.